# ويلسون موريلو
ويلسون موريلو (بالإسبانية: Wilson Mórelo) (21 مايو 1987 بمونتيريا في كولومبيا - ) هو لاعب كرة قدم كولومبي في مركز الهجوم. لعب مع أتليتيكو هويلا وأمريكا دي كالي وإنديبنديينتي سانتا في وإيفرتون دي فينا ديل مار ونادي مونتيري ونادي ميلوناريوس ودورادوس سينالوا وديبورتيس توليما ونادي إنفيغادو ولا إكويداد ‏ وريونيغرو أغيلاس.

## روابط خارجية
- ويلسون موريلو على موقع قاعدة بيانات كرة القدم.إي يو (الإنجليزية)
- ويلسون موريلو على موقع Soccerway.com (الإنجليزية)
- ويلسون موريلو على موقع عالم كرة القدم.نت (الإنجليزية)
- ويلسون موريلو على موقع AS.com (الإسبانية)